# Fletxa de Gooik
La Fletxa de Gooik (Gooikse Pijl) és una competició ciclista d'un sol dia que es disputa a Gooik al Brabant Flamenc. Creada el 2004, el 2012 va entrar al calendari de l'UCI Europa Tour amb categoria 1.2.

## Palmarès
| Any                    | Vencedor              | Segon                   | Tercer            |
| ---------------------- | --------------------- | ----------------------- | ----------------- |
| edicions amateurs      |                       |                         |                   |
| 2004                   | Renaud Boxus          | Iljo Keisse             | Davy Daniels      |
| 2005                   | Jürgen Roelandts      | Jarno Van Mingeroet     | Pieter Duyck      |
| 2006                   | Vytautas Kaupas       | Kevin Van der Slagmolen | Stijn Neirynck    |
| 2007                   | Fabio Polazzi         | Mindaugas Striška       | Bert De Backer    |
| 2008                   | Fréderique Robert     | Stijn Neirynck          | Kevin Peeters     |
| 2009                   | Dieter Capelle        | Jarl Salomein           | Evert Verbist     |
| 2010                   | Eliot Lietaer         | Jonas Van Genechten     | Jarl Salomein     |
| 2011                   | Benjamin Verraes      | Timothy Dupont          | Steve Schets      |
| edicions professionals |                       |                         |                   |
| 2012                   | Ken Hanson            | Tino Thömel             | Antoine Demoitié  |
| 2013                   | Vegard Robinson Bugge | Boris Dron              | Eliot Lietaer     |
| 2014                   | Roy Jans              | Tom Van Asbroeck        | Laurens De Vreese |
| 2015                   | Oliver Naesen         | Dries Van Gestel        | Krister Hagen     |
| 2016                   | Aidis Kruopis         | Emiel Vermeulen         | Timothy Dupont    |
| 2017                   | Kenny Dehaes          | Gerben Thijssen         | Emiel Vermeulen   |
| 2018                   | Jordi Meeus           | Amund Grøndahl Jansen   | Martin Mortensen  |
| 2019                   | Pascal Ackermann      | Alberto Dainese         | Timothy Dupont    |
| 2020                   | Danny van Poppel      | Gerben Thijssen         | Arvid de Kleijn   |
| 2021                   | Fabio Jakobsen        | Danny van Poppel        | Jordi Meeus       |
| 2022                   | Gerben Thijssen       | Jasper Philipsen        | Max Kanter        |
| 2023                   | Jasper Philipsen      | Olav Kooij              | Dylan Groenewegen |
| 2024                   | Tim Merlier           | Jordi Meeus             | Olav Kooij        |
| 2025                   |                       |                         |                   |